# Run (Eric-Clapton-Lied)
Run ist ein Pop-Rock-Song, der von Lamont Dozier geschrieben und durch Eric Clapton bekannt wurde. Er wurde am 24. November 1986 sowohl auf Claptons Album August als auch als Single veröffentlicht.
Die Aufnahme erschien unter den Labels Duck- und Warner Bros. Records und wurde von Phil Collins produziert. Mitwirkende sind neben Clapton (Gitarre, Gesang) und Collins (Schlagzeug) auch Nathan East (Bass), Greg Phillinganes (Keyboard), Michael Brecker (Saxophon), Dave Bargerone (Posaune), Jon Faddis und Randy Brecker (Trompete).
Kritiker William Ruhlmann der Musikwebsite Allmusic fand, dass Clapton auf dem Titel „leidenschaftlich“ („fiercely“) singt und Gitarre spielt. Die Singleauskopplung belegte im Jahr 1987 Platz 21 der Billboard Mainstream-Rock-Songs-Chart.
Eine Live-Interpretation erschien 1986 auf dem Konzertfilm Live 1986.